# Urvaste
Urvaste är en ort i Estland. Den ligger i Urvaste kommun och landskapet Võrumaa, i den södra delen av landet, 200 km sydost om huvudstaden Tallinn. Urvaste ligger 149 meter över havet och antalet invånare är 136.
Terrängen runt Urvaste är huvudsakligen platt. Urvaste ligger uppe på en höjd. Runt Urvaste är det glesbefolkat, med 10 invånare per kvadratkilometer. Närmaste större samhälle är Vana-Antsla, 6,9 km söder om Urvaste. Omgivningarna runt Urvaste är en mosaik av jordbruksmark och naturlig växtlighet.